# Saskia Fischer (Schauspielerin)
Saskia Fischer (* 1966 in Düsseldorf) ist eine deutsche Schauspielerin.

## Leben
Saskia Fischer wuchs in Hamburg auf. Ihre Mutter ist die Schauspielerin Nicole Heesters, ihr Vater war der Bühnenbildner Pit Fischer. Ihr Großvater mütterlicherseits war der Schauspieler und Sänger Johannes Heesters.
Fischer absolvierte von 1982 bis 1984 eine Schauspielausbildung an der Hochschule für Musik und darstellende Kunst in Wien. Sie studierte am Konservatorium der Stadt Wien, wo sie eine Ausbildung in Gesang, Musical und Tanz erhielt. Außerdem besuchte sie das Tanz- und Gesangsstudio am Theater an der Wien. Weiteren Gesangsunterricht hatte sie bei der österreichischen Kammersängerin Irmgard Seefried. Am Actors Studio und am HB Studio in New York erhielt sie weiteren Schauspielunterricht.
Seit 1984 war Fischer als Theaterschauspielerin tätig. Von 1985 bis 1987 trat Fischer in Musicals am Deutschen Theater in München und am Theater des Westens in Berlin auf, unter anderem in Cabaret, Chicago und Oliver!. Es folgten Gastengagements an den Berliner Kammerspielen, am Contra-Kreis-Theater in Bonn (1988) und am Theater am Dom in Köln (1990). 1999 trat sie erstmals an der Komödie Winterhuder Fährhaus in Hamburg auf, weitere Auftritte hatte sie dort von 2002 bis 2005. Von 1995 bis 2000 war sie Mitglied des Hessischen Staatstheaters Wiesbaden, von 1999 bis 2001 dann Ensemblemitglied am Theater Koblenz. In der Spielzeit 2002/2003 und nochmals in der Spielzeit 2006/2007 war sie am Ernst-Deutsch-Theater in Hamburg engagiert. 2005 spielte sie an den Hamburger Kammerspielen.
Außerdem trat Fischer bei den Schlossfestspielen Ettlingen (1992/1993), bei den Burgfestspielen Jagsthausen (1995) und bei den Bad Hersfelder Festspielen auf. 2004/2005 trat sie in Bad Hersfeld in der Doppelrolle der Titania und Hippolyta in der Komödie Ein Sommernachtstraum von William Shakespeare auf. 2007 spielte sie dort in Faust II von Johann Wolfgang von Goethe.
Zu ihren Bühnenrollen gehörten die Ophelia in Hamlet von William Shakespeare, die Lady Milford in Kabale und Liebe von Friedrich Schiller (2001, am Theater Koblenz), die Titelrolle in Maria Stuart, die Titelrolle in Doña Rosita bleibt ledig und die Braut in Bluthochzeit (2003, Ernst-Deutsch-Theater), jeweils von Federico García Lorca.
Bekanntheit erlangte Saskia Fischer auch durch ihre verschiedenen Fernsehrollen. Sie übernahm dabei mehrere durchgehende Serienrollen, wiederkehrende Episodenrollen und auch Gastrollen. Ihre erste Fernsehrolle spielte Fischer 1991 in dem TV-Film Altes Herz wieder jung, an der Seite ihres Großvaters Johannes Heesters.
Fischer war als Pathologin Patricia Funk als Partnerin von Robert Atzorn in mehreren Folgen in der Fernsehreihe Tatort zu sehen. Eine durchgehende Serienrolle hatte sie als Eva in der Fernsehserie Paulas Sommer. Besondere Bekanntheit beim Fernsehpublikum erlangte Fischer auch durch die Serienhauptrolle der Kommissariatsleiterin Frau Küppers in der ARD-Serie Großstadtrevier, wo sie seit 2007 zur Stammbesetzung gehört.
Fischer spielte auch in einigen wenigen Kinofilmen wie 2004 Das Maß der Dinge und Kurzfilmen wie 2003 Nachts werden wir erwachsen mit.
Sie trat bei Lesungen auch mehrfach gemeinsam mit ihrer Mutter Nicole Heesters auf, unter anderem mit den literarischen Programmen Auf der Elbe und Die literarische Rheinreise mit Texten von Heinrich Böll, Kurt Tucholsky, Erich Kästner und Theodor Storm.
Saskia Fischer lebt seit 2002 mit ihrem Lebensgefährten, dem Schauspieler Mario Ramos, in Hamburg-Rotherbaum. Ende des Jahres 2009 wurde Fischer Mutter eines Sohnes.

## Filmografie (Auswahl)
- 1985: Ich knüpfte manche zarte Bande (Fernsehfilm)
- 1991: Altes Herz wieder jung (Fernsehfilm)
- 1992: Ein Heim für Tiere (Fernsehserie, eine Folge)
- 1993: Sylter Geschichten (Fernsehserie)
- 2001: Wilsberg – Wilsberg und der Schuss im Morgengrauen (Fernsehserie)
- 2002: Schlosshotel Orth – Ein harter Schlag (Fernsehserie)
- 2002: Broti & Pacek – Irgendwas ist immer (Fernsehserie)
- 2002: Tatort – Undercover
- 2003: Tatort – Harte Hunde
- 2003: Tatort – Mietsache
- 2003: Doppelter Einsatz – Heiße Fracht (Fernsehserie)
- 2003: Traumprinz in Farbe (Fernsehfilm)
- 2003: Nachts werden wir erwachen (Kurzfilm)
- 2004: Tatort – Todes-Bande
- 2004: Tatort – Verlorene Töchter
- 2005: Tatort – Ein Glücksgefühl
- 2005: Jetzt erst recht! (Fernsehserie, eine Folge)
- 2005: Das Maß der Dinge (Kurzfilm)
- 2005: Die unlösbaren Fälle des Herrn Sand (Fernsehfilm)
- 2005: Tatort – Im Alleingang
- 2006: Meine Mutter tanzend (Fernsehfilm)
- 2006: Tatort – Feuerkämpfer
- 2006: Tatort – Schattenspiele
- 2007: Küstenwache  (Fernsehserie, eine Folge)
- 2007: Paulas Sommer (Fernsehserie, 13 Folgen)
- 2007: Tatort – Liebeshunger
- 2007: Ein Fall für zwei – Wo Freundschaft endet (Fernsehserie)
- 2007: Tatort – Investigativ
- seit 2007: Großstadtrevier  (Fernsehserie, 201 Folgen (Stand Ende 2021))
- 2008: Die Pfefferkörner – Produktpiraten (Fernsehserie)
- 2008: Tatort – Und Tschüss
- 2008–2009: Da kommt Kalle  (Fernsehserie, zwei Folgen)
- 2009: Fünf Tage Vollmond (Fernsehfilm)
- 2011: Ausgerechnet Sex! (Fernsehfilm)
- 2012: Kommissar Stolberg – Blutsbrüder (Fernsehserie)
- 2012: Unser Charly – Charly macht klar Schiff (Fernsehserie)
- 2012: Der Weihnachtsmuffel (Fernsehfilm)
- 2013: SOKO Stuttgart (Fernsehserie, eine Folge)
- 2013: Der Landarzt – Vor großen Veränderungen (Fernsehserie)
- 2016: Unter anderen Umständen: Tod eines Stalkers (Fernsehserie, eine Folge)
- 2022: Rosamunde Pilcher: Die Elster und der Kapitän (Fernsehreihe)
- 2022: Die Kanzlei (Fernsehserie, Folge Blutlinien)
- 2023: SOKO Hamburg (Fernsehserie, Folge In Teufels Küche)
- 2024: Die Kanzlei (Fernsehserie, Folge Leichte Beute)